# ベオグラード＝シド線
ベオグラード＝シド線 (セルビア語: Пруга Београд—Шид) は、セルビア共和国の首都ベオグラードとシドを結ぶ路線である。シド駅からクロアチアとの国境を越えるとトヴァルニク駅があり、列車はザグレブ方面（クロアチア鉄道M105号線）に直通する。

## 概要
全長は119.5kmであり、全線が複線、交流50Hz 25kVで電化されている。汎ヨーロッパ回廊の10号線（ザルツブルク - リュブリャナ - ザグレブ - ベオグラード - ニシュ - スコピエ - ヴェレス - テッサロニキ）の一部を形成する。1891年にスレムスカ・ミトロヴィツァよりスタラ・パゾヴァ経由ゼムン間が開業し、1891年のスレムスカ・ミトロヴィツァ - シド間の開業を以て全通した。
1919年から1977年にかけてはオリエント急行が当線を経由していた。

## 列車
ベオグラード駅からザグレブやリュブリャナ方面に向かう国際列車が当線を経由する。国内列車も設定されている。将来的にはベオグラード駅発着の列車は全てベオグラード中央駅発着に変更される予定である。